# 雪藍色
雪藍色是一種顏色，是屬於藍色系的一種顏色，也是一種中國傳統的顏色。
雪藍色深度介于天蓝色和紫色之间，由于色调类似於大量的雪折射後呈現的藍色的顏色而得名。属于冷色。
一般水彩或廣告顏料是以藍色對紅色21:20的比例來配出雪藍色，而光學配色是以紅色對綠色對藍色24:25:41的比例近似，而在電腦或顯示器上則以RGB為(119,123,206)來顯示出雪藍色。